# Pseudofilide
Pseudofilidele (Pseudophyllidea) este un ordin care cuprinde cestode (viermi lați) la care scolexul are ventuzele lor foarte slab dezvoltate și două botrii (pseudobotridii), ele putând însă lipsi prin regresie sau să se multiplice până la șase. Lungimea corpului (strobilul) diferă, în funcție de specie, de la câțiva milimetri până la 12 metri. Proglotele nu se formează întotdeauna în regiunea gâtului, unde zona de creștere poate lipsi; ele se pot forma și prin diviziunea secundară a proglotelor.

## Ciclul vital
Ciclul evolutiv are în cele mai dese cazuri au trei gazde, una definitivă și două intermediare; rareori au trei gazde intermediare și foarte rar au o singură gazdă intermediară. Prima gazdă intermediară este un crustaceu, iar a doua este un vertebrat, cel mai adesea un pește. Numai în mod excepțional speciile acestui ordin parazitează la o singură gazdă (deci fără gazdă intermediară).

## Importanța
Acest ordin cuprinde circa 280 specii parazite la animalele vertebrate din toate clasele: pești osoși (marini și dulcicoli), amfibieni, reptile, păsări și mamifere, inclusiv la om . Speciile mai importante sunt: Diphyllobothrium latum (botriocefal), Ligula intestinalis, Caryophyllaeus mutabilis, Schistocephalus solidus, Spirometra erinacea euopaei, Bothriocephalus sp., Eubothrium sp., Triaenophorus sp.

## Sistematica
Sistematica ordinului este controversată.  Tradițional se recunosc 6 familii în cadrul acestui ordin (Bothriocephalidae, Philobythiidae, Echinophallidae, Triaenophoridae, Diphyllobothriidae și Cephalochlamydidae), cu circa 60 genuri și 280 speciei. 
După ITIS există 9 familii 
- familia Amphicotylidae
- familia Bothriocephalidae
- familia Cephalochlamydidae
- familia Diphyllobothriidae
- familia Echinophallidae
- familia Haplobothriidae
- familia Parabothriocephalidae
- familia Ptychobothriidae
- familia Triaenophoridae

Familiile Bothriocephalidae, Echinophallidae, Philobothriidae, Triaenophoridae sunt incluse de unii autori într-un ordin separat – Bothriocephalidea  